# Masaaki Yuasa
Masaaki Yuasa (湯浅 政明 Yuasa Masaaki?) (n. Fukuoka, 16 de marzo de 1965) es un director de anime y cine, guionista y animador japonés. Sus trabajos más recientes incluyen el anime Eizouken ni wa Te o Dasu na! y Devilman Crybaby, así como la dirección del capítulo Food Chain de la serie Adventure Time (2014).

## Obra seleccionada
- Inu-Oh (2023) - Director
- Nihon Chinbotsu 2020 (2020) - Director
- Eizouken ni wa Te o Dasu na! (2020) - Director y guionista
- Ride Your Wave Kimi to, Nami ni Noretara (2019) - Director
- Devilman Crybaby (2018) - Director
- Night Is Short, Walk On Girl (2017) - Director
- Lu Over The Wall (2017) - Director y guionista
- Adventure Time (2014) - Director, escritor y animador (ep. Food Chain)
- Supēsu Dandi (2014) - Director, escritor y animador (ep. Slow and Steady Wins the Race, Baby)
- Ping Pong: The Animation (2014) – Director
- Kick-Heart (2012) - Director
- The Tatami Galaxy (2010) – Director y guionista.
- Wakfu (2010) – Diseño de personajes (ep. Noximilien)
- Uchū Shō e Yōkoso (2010) – Animador de la secuencia de apertura
- Kaiba (2008) – Creador y director
- Genius Party (2008) – Director (segmento Happy Machine)
- Kemonozume (2006) – Director, guionista, storyboard
- Samurai Chanpurū (2004) – Animador (ep. 9)
- Maindo Gēmu Mind Game (2004) – Director, guionista, diseño de personajes

- Nekojiru-So (2001) – Productor, guionista
- Hōhokekyo Tonari no Yamada-kun (1999) - Animador
- Banpaiyan Kizzu (1999) – Director, guionista (del episodio piloto)
- Noiseman Sound Insect (1997) – Director de animación, diseño de personajes
- THE Hakkenden (1994) – Director de animación (ep. Hamaji's Resurrection)
- Shin-chan (1992) – Director de animación (eps. 48, 126, 260, 291 y especiales)
- Chibi Maruko-chan (1990) – Animador

## Premios
| Festival Internacional de Cine de Animación de Annecy |            |            |           |
| Año                                                   | Categoría  | Título     | Resultado |
| 2013                                                  | Best Short | Kick-Heart | Nominado  |

| Fantasia Festival |                          |            |           |
| Año               | Categoría                | Título     | Resultado |
| 2013              | Best Animated Short Film | Kick-Heart | Ganador   |

| Festival de Cine de Sitges |                          |            |           |
| Año                        | Categoría                | Título     | Resultado |
| 2013                       | Best Animated Short Film | Kick-Heart | Nominado  |

| Mainichi Film Award |                    |             |           |
| Año                 | Categoría          | Título      | Resultado |
| 2005                | Ofuji Noburo Award | Maindo Gēmu | Ganador   |

| 2019 Shanghai International Film Festival |                    |                           |           |
| Año                                       | Categoría          | Título                    | Resultado |
| 2019                                      | Best Animated Film | Kimi to, Nami ni Noretara | Ganador   |